# Liste der Biografien/Carf
Liste der Biografien |
Portal Biografien |
Personensuche
# |
A |
B |
C |
D |
E |
F |
G |
H |
I |
J |
K |
L |
M |
N |
O |
P |
Q |
R |
S |
T |
U |
V |
W |
X |
Y |
Z |
?
 
Ca |
Cb |
Cc |
Ce |
Ch |
Ci |
Cj |
Ck |
Cl |
Cm |
Cn |
Co |
Cr |
Cs |
Ct |
Cu |
Cv |
Cw |
Cy |
Cz
 
Caa–Cag |
Cah |
Cai |
Caj |
Cak |
Cal |
Cam |
Can |
Cao–Cap |
Caq |
Car |
Cas |
Cat–Caz
 
Cara |
Carb |
Carc |
Card |
Care |
Carf |
Carg |
Carh |
Cari |
Carj |
Cark |
Carl |
Carm |
Carn |
Caro |
Carp |
Carq |
Carr |
Cars |
Cart |
Caru |
Carv |
Carw |
Cary |
Carz
Die Liste der Biografien führt alle Personen auf, die in der deutschsprachigen Wikipedia einen Artikel haben. Dieses ist eine Teilliste mit 5 Einträgen von Personen, deren Namen mit den Buchstaben „Carf“ beginnt.

## Carf

### Carfa
- Carfagna, Mara (* 1975), italienische Politikerin der Forza Italia, Juristin und ehemaliges ModelMara Carfagna (* 1975)

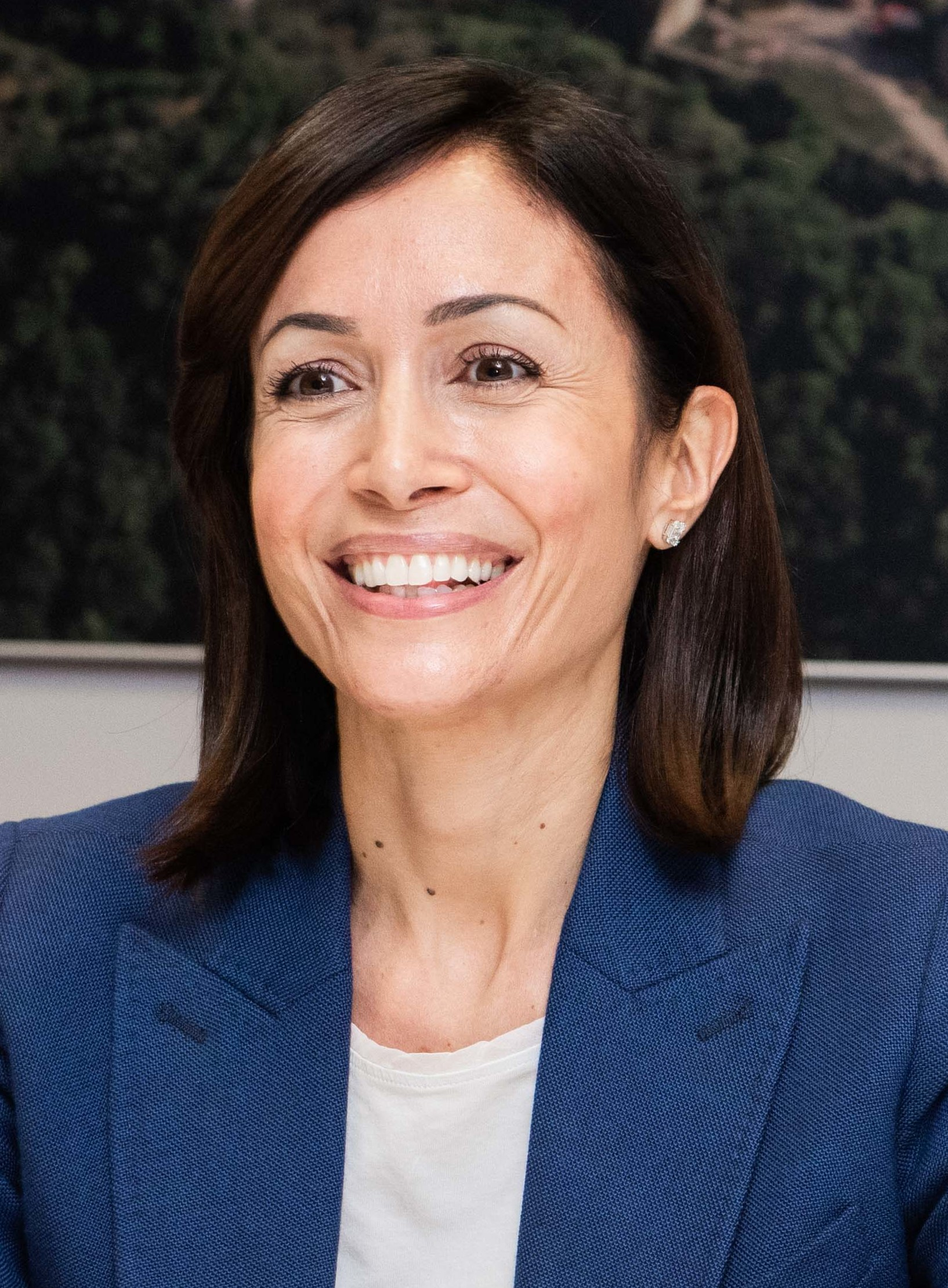
Mara Carfagna (* 1975)

- Carfagno, Edward C. (1907–1996), US-amerikanischer Filmarchitekt
- Carfano, Anthony († 1959), Mobster in New York und Florida

### Carfr
- Carfrae, Mirinda (* 1981), australische Triathletin
- Carfrae, Tristram (* 1959), australischer Bauingenieur